# Bruchophagus arabicus
Bruchophagus arabicus is een vliesvleugelig insect uit de familie Eurytomidae. De wetenschappelijke naam is voor het eerst geldig gepubliceerd in 2003 door Zerova & Dawah.